# Delia planipalpis
Delia planipalpis är en tvåvingeart som först beskrevs av Stein 1898.  Delia planipalpis ingår i släktet Delia och familjen blomsterflugor. Arten är reproducerande i Sverige. Inga underarter finns listade i Catalogue of Life.